# Elio Galo

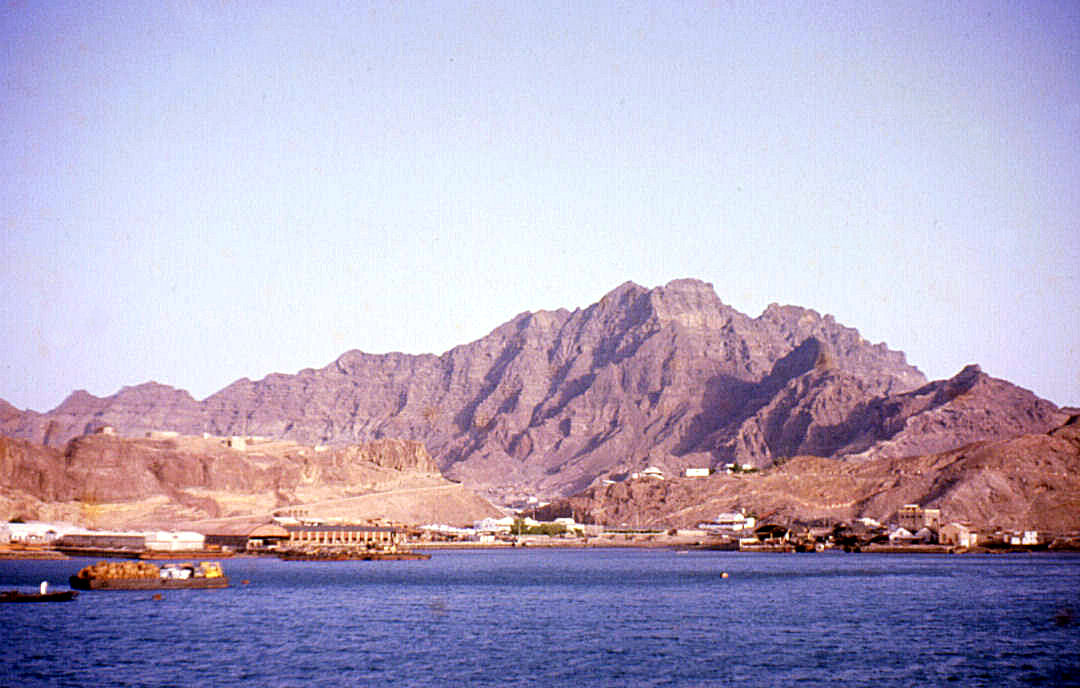
Panorámica del puerto de Adén, conquistado por Elio Galo en el 24 a. C. para proteger el floreciente comercio romano con la India.

Elio Galo  fue prefecto de Egipto del 26 al 24 a. C. Es sobre todo conocido por su expedición a la Arabia Felix en la costa de la península arábiga, ordenada por el emperador Augusto.

## Biografía
Elio Galo, que pertenecía al orden ecuestre, fue nombrado prefecto de Egipto por Augusto, una magistratura muy prestigiosa, dada la importancia de esta provincia. Reemplazó a Cornelio Galo, con el que a veces se confunde. 
Sin embargo, poco se sabe de su vida antes de ser nombrado prefecto y ser encargado de la expedición a la Arabia Felix. Era amigo íntimo del geógrafo griego Estrabón y se le ha identificado con el Elio Galo frecuentemente citado por Galeno, cuyos remedios se habrían utilizado con éxito en su expedición arábiga.

## Expedición a la Arabia Felix
Augusto, en el año 24 a. C. ordenó a Elio Galo, como prefecto de Egipto, que dirigiera una expedición a la rica Arabia Felix (en el actual Yemen), que ocupaba una posición estratégica en las rutas comerciales, pero que terminó en fracaso.
La expedición es narrada, en parte, por autores como su amigo y compañero Estrabón, Dion Casio y Plinio el Viejo. Galo emprendió la expedición desde Egipto, en parte, con el fin de explorar el país y sus habitantes, y en parte para establecer tratados de amistad con el pueblo, o para someterlos militarmente en el caso de que se opusiesen a los romanos, pues se creía que Arabia se había enriquecido haciendo el comercio con las Indias y estaría llena de riquezas. Además se evitaría el pago de importantes tasas a los intermediarios encargados del transporte y comercio.
Para esta misión Galo construyó en Cleopatris ochenta naves de dos y tres niveles de remos y algunos barcos ligeros cuando no había ninguna posibilidad de un enfrentamiento naval con los árabes. Avisado del error, construyó ciento treinta barcos de carga con los que navegó como fuerza militar al mando de ocho mil quinientos soldados (Legio XXII Deiotariana) acantonados en Egipto, cerca de mil auxiliares nabateos, sus aliados,  bajo el mando de Sileo, ministro del rey Obodas III y quinientos soldados enviados por Herodes I el Grande. Los nabateos habitaban el este de Palestina y el noroeste de la actual Arabia y conocían bien al país puesto que sus caravanas surcaban Arabia para comerciar con objetos preciosos del reino de Saba.
El ejército de Galo, asesorado y guiado por Sileo, deliberadamente mal aconsejado, abandonado a sí mismo en un ambiente hostil, bajo un sol abrasador y con agua en mal estado, contrajo enfermedades, por lo que se redujo en gran parte su fuerza disuasiva y así, los árabes no solo no fueron sometidos, sino que mediante engaños consiguieron que seis meses después del comienzo de la expedición, regresara el ejército a Alejandría.
No obstante, Galo alcanzó en su expedición Marsiaba, Marsibia o Mariaba (Ma'rib, en árabe مأرب) pero, a pesar de un asedio de seis días, la ciudad pudo resistir, gracias a la eclosión de una epidemia entre los sitiadores. Los romanos se limitaron a un simple, pero devastador saqueo de su entorno, rico en tierras fértiles de cultivo gracias a las aguas canalizadas de la famosa presa de Marib, cuyo colapso se produciría en el siglo VII, que facilitaría indirectamente la afirmación del Islam político.
El historiador Mommsen señala que Elio Gallo, al mismo tiempo que sitiaba Marib, envió a su flota para destruir el puerto de Eudaemon, la actual Adén, con el fin de garantizar el paso de los buques mercantes romanos a la India.
Una vez en Egipto, Galo recibió de Augusto el encargo de pacificar a los inquietos kushitas, siendo sucedido como prefecto de Egipto (praefectus Alexandreae et Aegypti) por Cayo Petronio, un genio militar y amigo cercano de Augusto.